# جايمي دي ألميدا
جايمي دي ألميدا (بالبرتغالية: Jaime de Almeida‏) (28 أغسطس 1920 بريو دي جانيرو في البرازيل - 11 مايو 1973 بليما في بيرو) هو مدرب كرة قدم ولاعب كرة قدم برازيلي في مركز الدفاع، شارك في كأس أمريكا الجنوبية 1942 وكأس أمريكا الجنوبية 1946 وكأس أمريكا الجنوبية 1945. وشارك مع منتخب البرازيل لكرة القدم. أما مع النوادي، فقد لعب مع أتلتيكو مينييرو ونادي فلامنغو.

## وصلات خارجية
- جايمي دي ألميدا على موقع ناشيونال فوتبول تيمز (الإنجليزية)
- جايمي دي ألميدا على موقع عالم كرة القدم.نت (الإنجليزية)